# Acrobelione reverberii
Acrobelione reverberii là một loài chân đều trong họ Bopyridae. Loài này được Restivo miêu tả khoa học năm 1970.